# 梅泰族
梅泰族（英語：Meithei people或Meeteis）亦称曼尼普尔人（Manipuri），是印度东北部曼尼普尔邦的主体民族。

## 分布
梅泰人主要分布在曼尼普尔邦首府因帕爾附近的谷地，占曼尼普尔邦总人口的53%。此外在邻近的阿萨姆邦也有大量分布。

## 文化

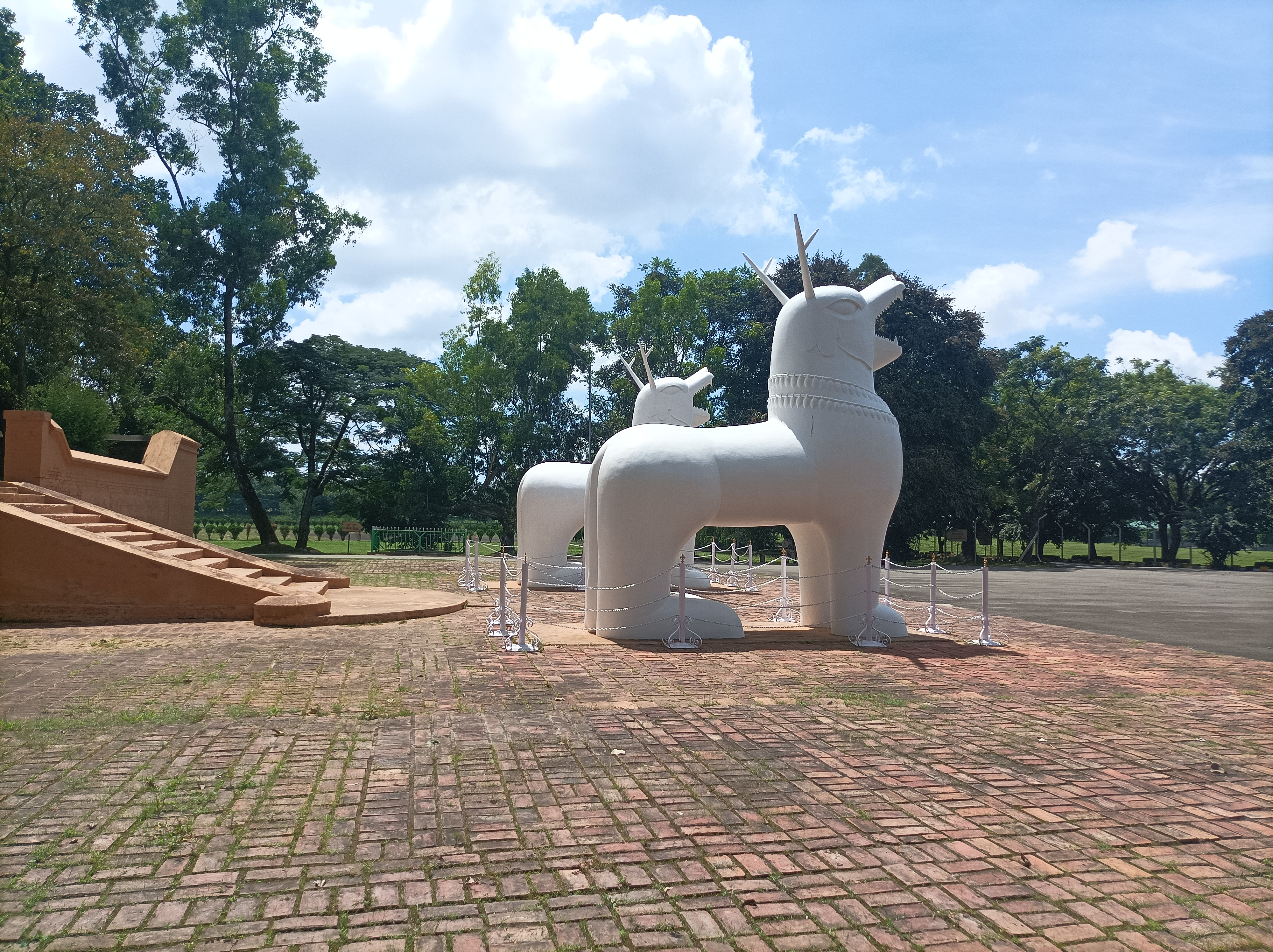
康喇沙-刚莱教所崇拜的神兽

### 宗教
84%以上的梅泰人是印度教徒，大部分属毘濕奴派。印度教在18世纪由当时的曼尼普尔土邦大君Gharib Niwaz（Pamheiba）立为国教。而12%的梅泰人仍信奉传统部落宗教刚莱教，其余的梅泰人信奉基督教和伊斯兰教（潘高人）等。

### 语言
梅泰族说梅泰语，又称曼尼普尔语，一种属于汉藏语系藏缅语族库基-钦语支中的语言，与印度的库基语和那加语比较接近。梅泰部落的一个祖先声称他是帕蚢蚆，一种传说中的龙。

## 延伸阅读
- Kshetrimayum, Otojit. (2014). Ritual, Politics and Power in North East India: Contexualising the Lai Haraoba of Manipur. New Delhi: Ruby Press & Co.
- Singh, Saikhom Gopal. (2014). The Meeteis of Manipur: A Study in Human Geography. New Delhi: Ruby Press & Co.
- Singh, Saikhom Gopal. (2014). Population Geography of Manipur. New Delhi: Ruby Press & Co.